# Kukal zmienny
Kukal zmienny (Centropus sinensis) – gatunek dużego ptaka z rodziny kukułkowatych (Cuculidae). Występuje w południowej i południowo-wschodniej Azji. Nie jest zagrożony wyginięciem.

## Taksonomia
Po raz pierwszy gatunek opisał James Francis Stephens w 1815 na podstawie holotypu z Ningbo (Chiny). Nowemu gatunkowi nadał nazwę Polophilus sinensis. Obecnie (2025) Międzynarodowy Komitet Ornitologiczny (IOC) umieszcza kukala zmiennego w rodzaju Centropus. Wyróżnia 6 podgatunków. Badania mtDNA wskazują na to, że kukal zmienny najbliżej spokrewniony jest z kukalem jawajskim (C. nigrorufus).

## Podgatunki i zasięg występowania

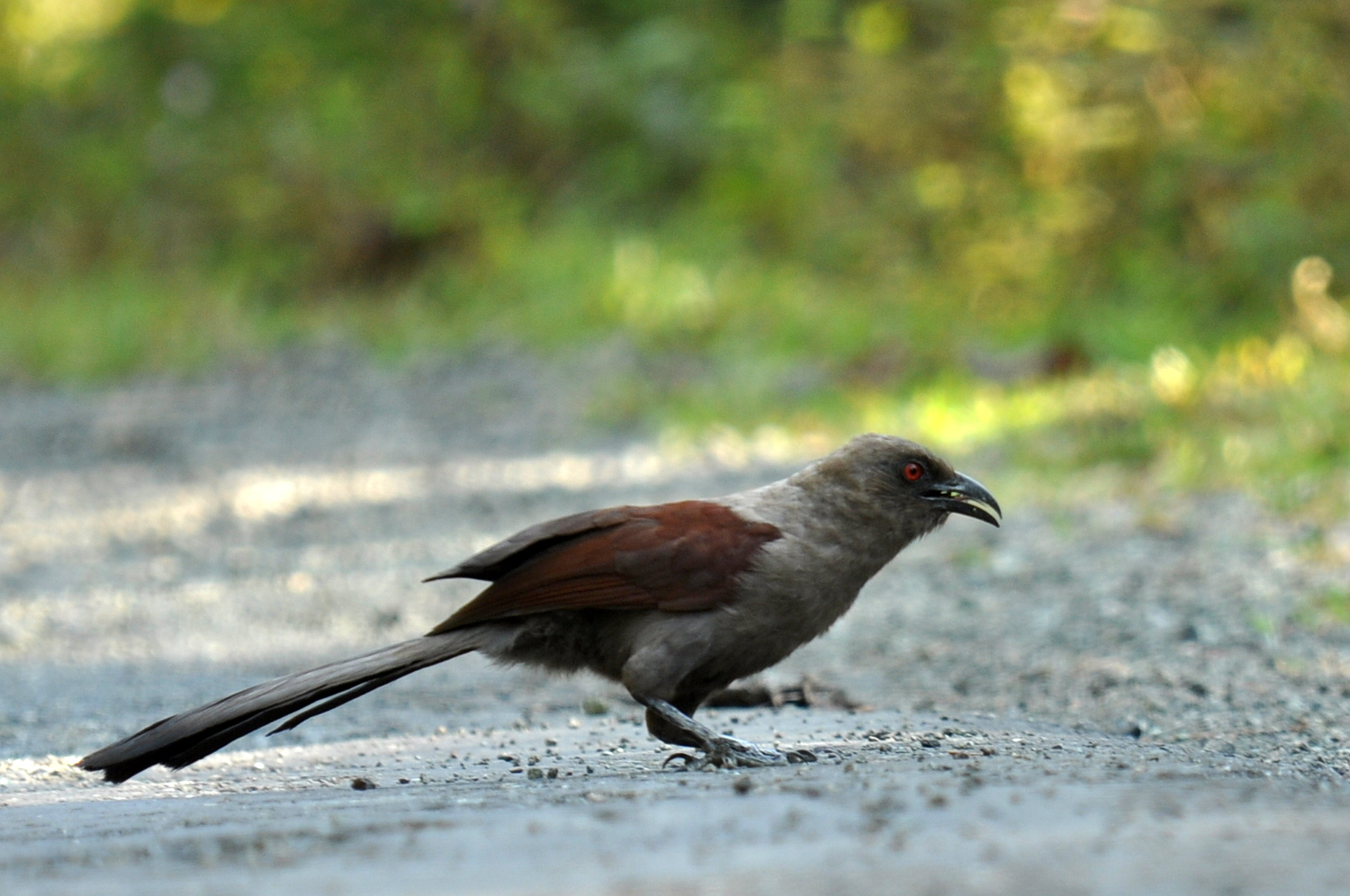
Kukal brunatny z Andamanów często uznawany jest za odrębny gatunek

IOC wyróżnia następujące podgatunki:
- C. s. sinensis (Stephens, 1815) – kukal zmienny – Pakistan (Sindh, Pendżab) i Kaszmir przez północne Indie (Himalaje i Nizina Hindustańska) po Bengal, Sikkim, Asam oraz Bhutan po południowe i południowo-wschodnie Chiny (wschodni Junnan, Kuejczou, Kuangsi, Guangdong, Fujian i Zhejiang)[4]
- C. s. parroti Stresemann, 1913 – kukal czarnogrzbiety – Półwysep Indyjski i Sri Lanka[4]
- C. s. intermedius (Hume, 1873) – Bangladesz i południowy Asam na wschód przez Mjanmę po południowo-centralne Chiny (południowy Junnan i Hajnan), dalej na południe po Tajlandię, Indochiny i Półwysep Malajski[4]
- C. s. bubutus Horsfield, 1821 – kukal sundajski – zachodnie Filipiny (Palawan, Bugsuk, Balabac, Cagayan Sulu) po Borneo, Sumatrę, Nias, Wyspy Mentawai i na południe po Jawę i Bali[4]
- C. s. anonymus Stresemann, 1913 – południowo-zachodnie Filipiny (Basilan i Archipelag Sulu)[4]
- C. s. kangeangensis Vorderman, 1893 – Wyspy Kangean[4]

Autorzy Kompletnej listy ptaków świata za podgatunek kukala zmiennego uznają też kukala brunatnego C. (s.) andamanensis Beavan, 1867, który jest klasyfikowany przez IOC i IUCN jako osobny gatunek. Zamieszkuje on Andamany.

## Morfologia
Długość ciała wynosi 47–52 cm. Masa ciała dla jednego samca z Indii: 236 g, dla jednej samicy z Indii: 268 g. W upierzeniu dymorfizm płciowy nie występuje. Samice są większe od samców. Głowa, górna część grzbietu i spodnie partie ciała czarne. Na głowie występuje niebieska lub fioletowawa opalizacja. Skrzydła kasztanowe. Sterówki czarne z zielonym połyskiem. Pokrywy podskrzydłowe czarne; u niektórych osobników występują drobne białe paski. Tęczówka barwy od brązowej po czerwoną. Dziób i nogi czarne.

## Ekologia i zachowanie
Środowiskiem życia kukali zmiennych są obszary trawiaste i zarośla wtórne na skrajach lasów, w okolicy obszarów rolniczych i wodnych. Występują również w namorzynach, zakrzewieniach, na bagnach, w trzcinowiskach i ogrodach. Są to ptaki skryte, często ukrywają się w gęstej roślinności. Żywią się dużymi owadami, gąsienicami, małymi kręgowcami (jak młode myszy czy jaszczurki), ślimakami, ptasimi jajami, owocami i nasionami. Pożywienia szukają na ziemi.

### Lęgi

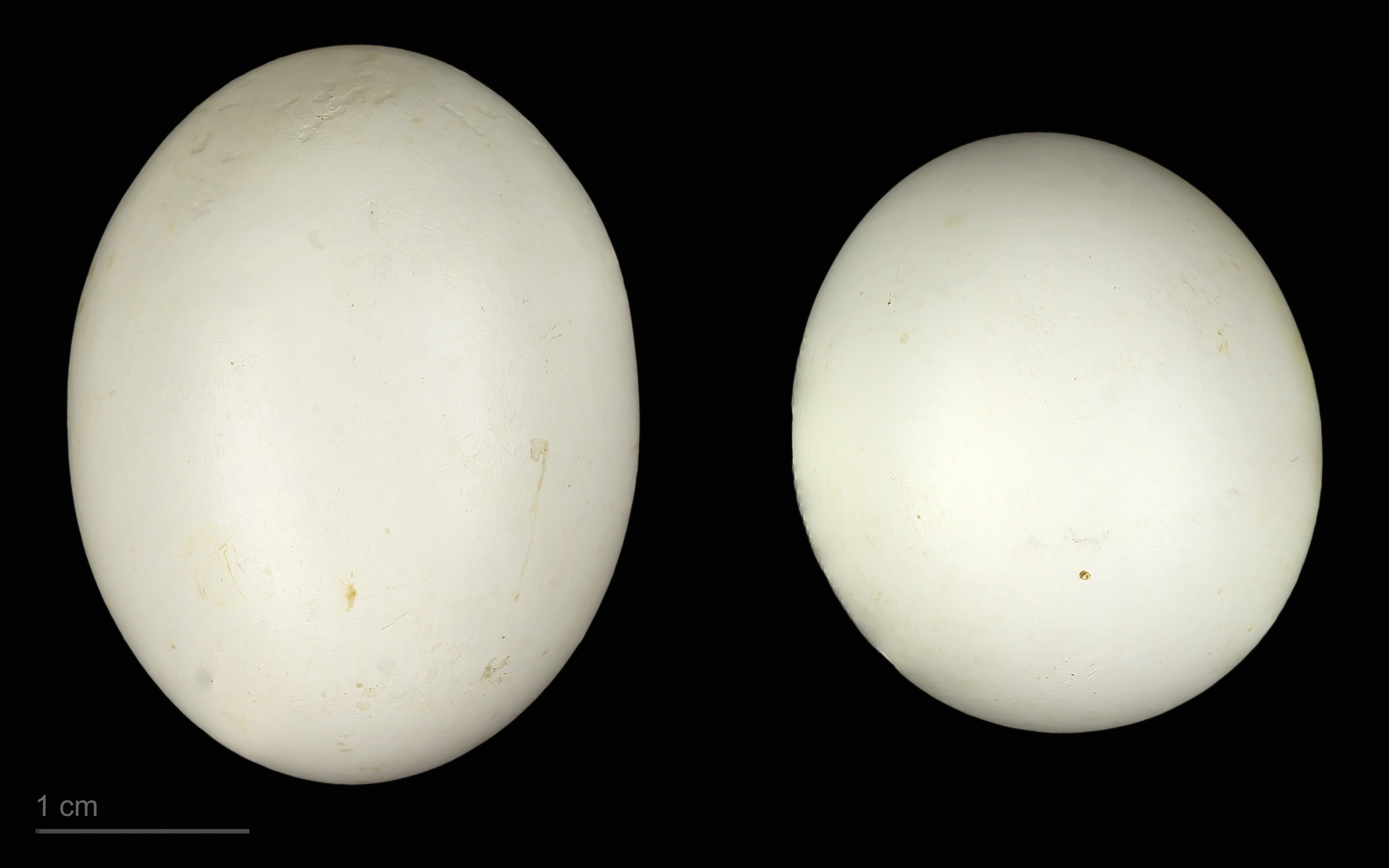
Jajo kukala zmiennego (po lewej) i kukala malgaskiego

Okres lęgowy trwa podczas pory najintensywniejszych opadów deszczu; w północnych Indiach głównie od czerwca do września, na Półwyspie Indyjskim i w Sri Lance niemal cały rok (w Sri Lance najintensywniej w marcu i kwietniu). Gniazdo ma kształt kulisty, zbudowane jest z luźno splecionych traw, liści i gałęzi. Rosnące nieopodal liście i gałązki zostają wplecione w konstrukcję gniazda, dzięki czemu pozostaje one zawsze dobrze ukryte. Zniesienie liczy 3–6 jaj. Obydwa ptaki z pary zajmują się wysiadywaniem i młodymi.

## Status
IUCN uznaje kukala zmiennego za gatunek najmniejszej troski (LC, Least Concern) nieprzerwanie od 1988 (stan w 2025). Kukala brunatnego IUCN również uznaje za gatunek najmniejszej troski. Ze względu na brak dowodów na spadki liczebności bądź istotne zagrożenia BirdLife International uznaje trend liczebności populacji kukala zmiennego za stabilny; liczebność kukala brunatnego prawdopodobnie spada.